# Lowther Island
Lowther Island är en ö i Kanada.   Den ligger i territoriet Nunavut, i den norra delen av landet, 3 400 km nordväst om huvudstaden Ottawa. Arean är 145 kvadratkilometer.
Terrängen på Lowther Island är platt. Öns högsta punkt är 175 meter över havet. Den sträcker sig 18,7 kilometer i nord-sydlig riktning, och 15,5 kilometer i öst-västlig riktning.
Trakten runt Lowther Island är permanent täckt av is och snö. Trakten runt Lowther Island är nära nog obefolkad, med mindre än två invånare per kvadratkilometer.